# 王伏胜
王伏胜（？—665年1月4日），唐朝宦官。唐高宗立武则天为皇后，武则天恃势专权，引起唐高宗的不满，道士敦行真出入皇宫，施行诅咒害人的“厌胜”之术，被王伏胜揭发。唐高宗命令宰相上官仪草诏废黜。武后听说後，赶来向唐高宗诉说。唐高宗又不忍废黜皇后了，所以将责任推到上官仪身上。许敬宗诬奏上官仪、王伏胜与废太子李忠谋反。十二月十三，上官仪和他儿子上官庭芝以及王伏胜都被处死，十二月十五，李忠被赐自尽。